# Біждерев лускатий
Біждерев лускатий (Myricaria squamosa) — вид квіткових рослин родини тамарискових (Tamaricaceae).

## Біоморфологічна характеристика
Це кущ 1–5 метрів заввишки, у верхній частині сильно розгалужений. Кора бура. Старі гілки пурпурно-бурі, червоно-бурі або сіро-бурі; гілки поточного року від жовтувато-зелених до червоно-коричневих. Листки ланцетні, яйцювато-ланцетні, довгасті чи вузько-яйцеподібні, 1.5–5(10) × 0.5–2 мм, верхівка тупа чи загострена. Суцвіття бічні, з численними лусочками в основі. Чашолистки яйцеподібно-ланцетні, довгасті або вузько-еліптичні, 2–4 × 0.5–1 мм, край широко- або вузько-перетинчастий, верхівка гостра чи тупа. Пелюстки пурпурно-червоні чи рожеві, обернено-яйцеподібні чи вузько-еліптичні, 4–5 × ≈ 2 мм, основа вузька, верхівка тупа, часто загнута. Коробочка конічна, ≈ 1 см. Насіння вузько-еліптичне чи вузько обернено-яйцювате, ≈ 1 мм, верхівка остиста. 2n = 24.

## Поширення
Росте у Європі (Крим, Передкавказзя) й Азії (Афганістан, Китай, Іран, Казахстан, Киргизстан, Непал, Південний Кавказ, Пакистан, Таджикистан, Тибет, Західні Гімалаї, Сіньцзян).
В Україні вид росте долинами та берегами річок, на щебенистих схилах — у Криму.

## Використання
Вся рослина використовується в тибетській медицині.